# وارتوش استپانیان
وارتوش خاچاطوری استپانیان (ارمنی: Վարդուշ Խաչատուրի Ստեփանյան؛  ۱۲ ژوئن ۱۹۰۱ – ۳ اوت ۱۹۸۷) یک بازیگر تئاتر اهل ارمنستان بود. 

## زندگی‌نامه
وی در ۱۲ ژوئن ۱۹۰۱ در تفلیس به دنیا آمد و از hy:Մոսկվայի հայկական դրամատիկական ստուդիա فارغ‌التحصیل گشت. وی همچنین برنده جوایزی همچون هنرمند مردمی ارمنستان شوروی (۱۹۶۲) شد. وی در ۳ اوت ۱۹۸۷ در سن ۸۶ سالگی در ایروان درگذشت.